# Fimbristylis latinucifera
Fimbristylis latinucifera är en halvgräsart som beskrevs av Ethirajalu Govindarajalu. Fimbristylis latinucifera ingår i släktet Fimbristylis och familjen halvgräs. Inga underarter finns listade i Catalogue of Life.